# Aulus Gellius

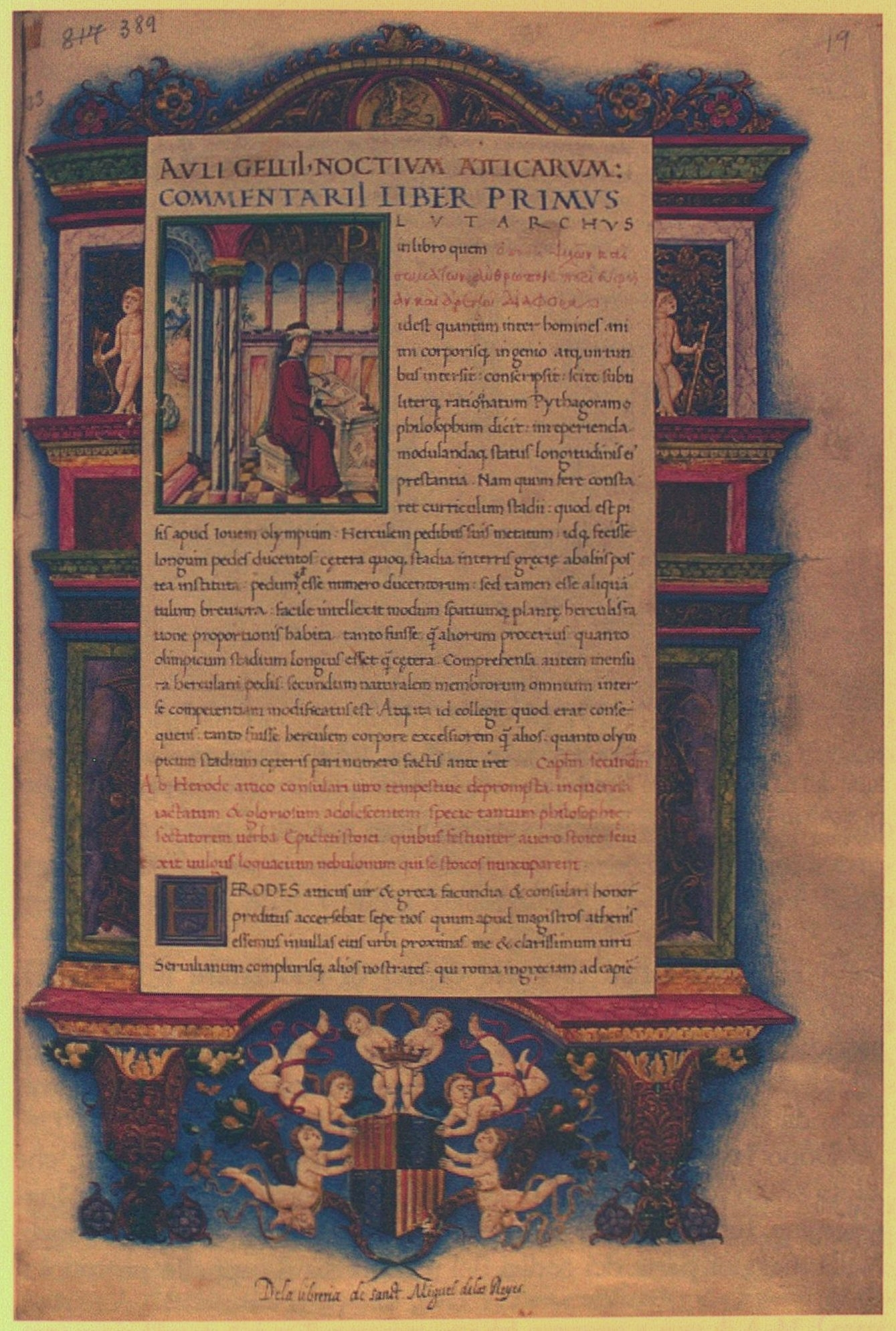
Der Anfang der Noctes Atticae in der valencianischen Handschrift mit einer Buchmalerei von Nardo Rapicano (zweite Hälfte des 15. Jahrhunderts)

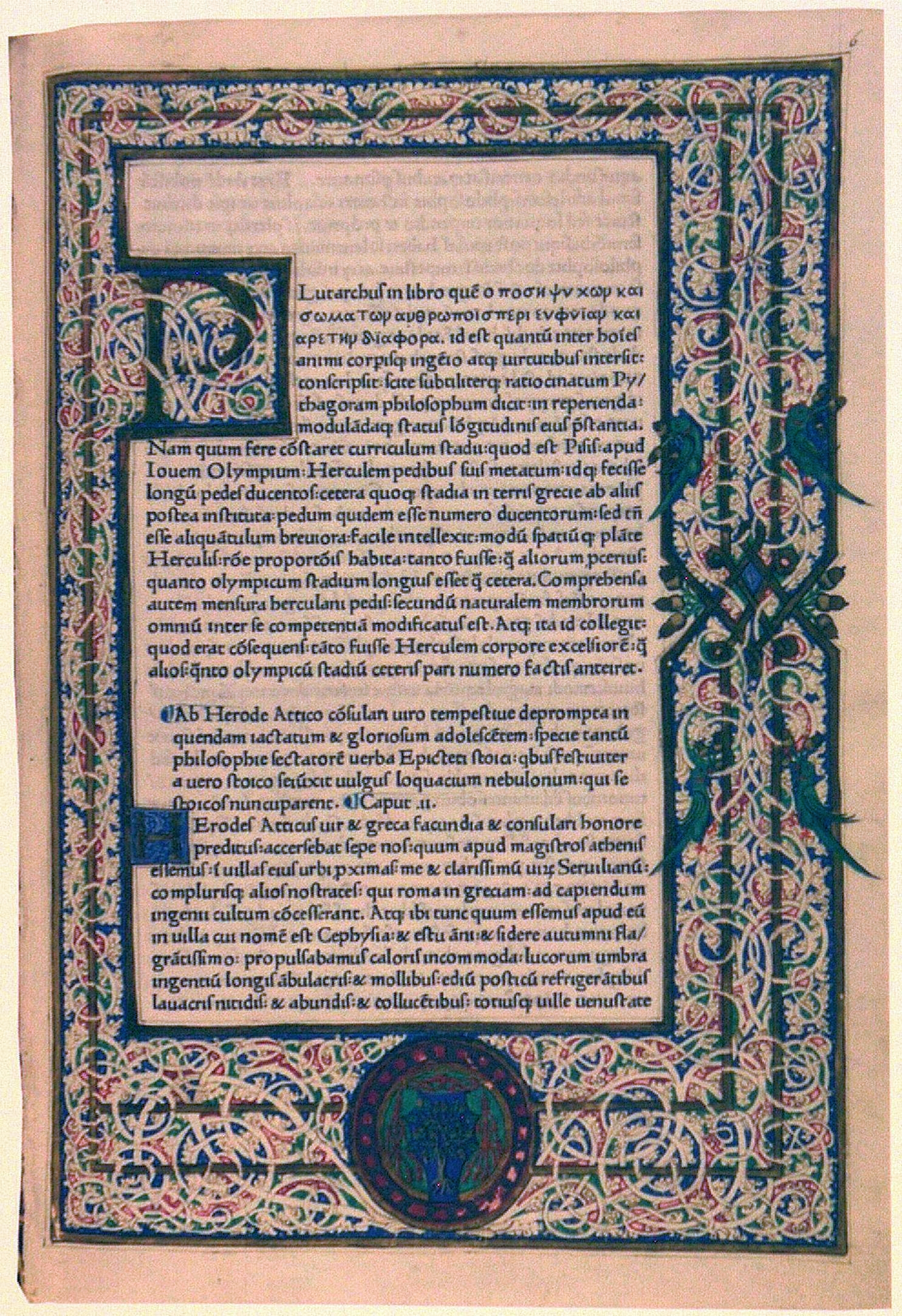
Der Anfang der Noctes Atticae in der 1479 in Rom gedruckten Inkunabel

Aulus Gellius (im Mittelalter auch irrtümlich Agellius genannt; * um 130) war ein lateinischer Schriftsteller des 2. Jahrhunderts. Er schrieb das Werk Noctes Atticae.

## Abstammung
Aulus Gellius stammte von der gens Gellia aus Samnium ab, von der zwei Mitglieder im Zuge des zweiten Samnitenkriegs nach Rom kamen. Dies bedeutet jedoch nicht, wie Leofranc Holford-Strevens betont, dass der Schriftsteller mit anderen Trägern des Namens Gellius direkt verwandt war. Dafür spricht auch, dass Gellius seine Namensvettern Lucius Gellius Publicola und Gnaeus Gellius erwähnt, ohne ein Verwandtschaftsverhältnis zu ihnen auszudrücken.
Obwohl Aulus Gellius im Metzler Lexikon Antike mehrfach als Römer bezeichnet wird und dies auch an anderen Stellen als wahrscheinlich angenommen wird, ist seine Herkunft umstritten. So bezeichnet ihn etwa Karl Sittl im Jahr 1882 als Afrikaner und meint damit, dass Gellius in der Provinz Africa aufgewachsen sei, wo er sich bestimmte sprachliche Merkmale angeeignet habe, die sonst nur bei anderen afrikanisch-lateinischen Autoren zu finden sind. Dem stellte sich im Jahr 1897 der deutsche Altphilologe Wilhelm Kroll entgegen, der das afrikanisch anmutende Latein von Gellius auf dessen Verlangen, „originell und bizarr zu schreiben“ zurückführt.
Erst in seiner 1988 erschienenen Monographie zu Gellius verweist Leofranc Holford-Strevens erneut auf die These, dass der Schriftsteller aus einer afrikanischen Kolonie stamme. Neben Sittls linguistischen Argumenten merkt Holford-Strevens an, dass der Schriftsteller im Gegensatz zu den meisten seiner Zeitgenossen keinen dreiteiligen römischen Namen trägt, sondern nur den Vor- und den Gentilnamen. Daraus leitet der Altphilologe in Anlehnung an George W. Houston und Edward Courtney den Schluss ab, dass Gellius entweder aus streng konservativer Gesinnung auf das Führen eines Cognomen verzichtete oder aus einer römischen Kolonie (beispielsweise in der Provinz Africa) stammte, was das fehlende Cognomen ebenfalls erklären würde.

## Leben

### Geburt
Die Geburt des Aulus Gellius wird zumeist auf das 2. Jahrhundert nach Christus datiert, da eine genauere Zuordnung schwer möglich ist. Ein früher Datierungsversuch von Radulfus de Diceto legt das Geburtsdatum auf 118 oder 119 n. Chr. fest. Michael von Albrecht präzisiert den Zeitraum in seiner Geschichte der römischen Literatur auf die Angabe „um 130“. Eine andere These beruht darauf, dass Gellius die Bezeichnung iuventa („Jugend“) mit Männern im Alter von 17 und 46 Jahren definiert und sich in weiterer Folge selbst als iuvenis („jung“) bezeichnet. Spätestens ab 145 n. Chr. erhielt Gellius Unterricht bei Sulpicius Apollinaris und muss zu diesem Zeitpunkt bereits älter als 17 Jahre gewesen sein. Daraus lässt sich ableiten, dass der späteste mögliche Zeitpunkt für Gellius’ Geburt das Jahr 128 n. Chr. sein muss, wobei Holford-Strevens zusätzlich 125 n. Chr. als frühestmögliches Geburtsdatum angibt.

### Ausbildung
Gellius’ eigenen Aussagen zufolge nahm er nach Anlegen der toga virilis in Rom Grammatik-Unterricht bei Sulpicius Apollinaris, als Sextus Erucius Clarus gerade Praefectus urbi und Consul war. Daher lässt sich der Zeitraum, in dem Gellius seinen Unterricht angetreten hat, auf frühestens 138 n. Chr. und spätestens 145 n. Chr. bestimmen. Anschließend wurde Gellius von Antonius Iulianus und Titus Castricius in Rhetorik unterrichtet. Wann Gellius die rhetorische Ausbildung abschloss, ist nicht bekannt, doch danach nahm er bei dem Sophisten Favorinus Unterricht in Philosophie.
Durch seinen Lehrer Favorinus hatte Gellius Zugang zu verschiedenen Abendgesellschaften, im Rahmen derer er wohl auch Marcus Cornelius Fronto kennenlernte. Selbst tritt Gellius jedoch nie als Gastgeber in Erscheinung.
Nach dem Abschluss seiner Ausbildung in Rom hielt sich Aulus Gellius für weitere Studien in Athen auf. Mehrere klassische Philologen (darunter Georg Wissowa und Willy Theiler) sprechen von einem einjährigen Aufenthalt, während Walter Ameling einen Zeitraum von mindestens zwei Jahren zwischen 165 und 167 nennt. – Dort lernte er den Philosophen Lukios Kalbenos Tauros kennen, der zu dieser Zeit die Platonische Akademie leitete. Er wurde zudem ein Freund des Politikers und Mäzens Herodes Atticus und könnte dort auch Apuleius kennengelernt haben.

### Richteramt, Ehe und dieNoctes Atticae
Nach seiner ersten Griechenlandreise wurde Gellius in Rom zum Richter der iudicia privata gewählt und fungierte von da an als eine Art Volksrichter in privaten Streitfragen. In dieser Zeit heiratete Gellius und begann die Arbeit an den Noctes Atticae. Diese widmet Gellius später seinen Kindern, die er als negotiosi („tätig, geschäftig“) bezeichnet und die, da sie zum Zeitpunkt der Veröffentlichung bereits Unterricht nehmen, zumindest fünfzehn Jahre alt sein müssen.
Das genaue Erscheinungsdatum der Noctes Atticae ist nicht bekannt, wird aber mit 170 n. Chr. angenommen. Es könnte allerdings auch sein, dass das Werk erst nach dem Tod von Herodes Atticus veröffentlicht wurde, was eine Datierung auf 178 oder 179 n. Chr. verlangen würde.